# Nil Burak
Nil Burak (* 1948 in Lefka, Zypern als Pembe Nihal Munsif) ist eine zyprisch-türkische Sängerin und Schauspielerin.

## Karriere
Nil Burak hat sich der türkischen Popmusik gewidmet und ist damit besonders in der Türkei bekannt geworden. Als Schauspielerin ist sie sowohl in Kinofilmen als auch in Serien tätig.

## Diskografie

### Alben
| In der Türkei veröffentlicht - 1977: Nil Burak - 1979: Benim Adım Şarkıcı - 1980: İki Elim Yakanda, Boş Vere Boş Vere - 1981: Bizim Diyar - 1984: Benim Sevdam - 1988: Zurna Kazım - 1989: Oldu Olacak - 1992: İşte Banko - 1995: Nil Burak'95 Akdeniz Rüzgarı - 2008: Bir Numaramsın | In Deutschland veröffentlicht - 1977: Nil Burak 3 (Uzelli) - 1979: Benim Adım Şarkıcı – Aranjmanlar (Türküola) - 1980: İki Elim Yakanda – Aranjmanlar (Türküola) - 1981: Bizim Diyar – Aranjmanlar (Türküola) |

### Kompilationen
- 2008: En İyileriyle Nil Burak (1975–1985)

### EPs
- 2012: Mavi 2012

### Singles (Auswahl)
- Yalnızım Ben
- Birisine Birisine
- Olmaz Olmaz Deme
- Boş Vere Vere
- Tatlı Tatlı

## Filmografie

### Kinofilme
- 1975: Gülşah
- 1976: Eksik Etek
- 1976: Merhaba Tatlım

### Serien
- Doğru Yoldan Ayrılanlar
- 1986: Çalıkuşu
- 1996: Kaldırım Çiçeği
- 2008: Avrupa Yakası